# Gewichtheffen op de Olympische Zomerspelen 1996
Gewichtheffen is een van de sporten die beoefend werden tijdens de Olympische Zomerspelen 1996 in Atlanta. De competitie werd georganiseerd in het Georgia World Congress Center.

## Heren

### tot 54 kg
| rang   | sporter(s)        | land | trekken  | stoten   | totaal   |
| ------ | ----------------- | ---- | -------- | -------- | -------- |
| Goud   | Halil Mutlu       | TUR  | 132.5 kg | 155.0 kg | 287.5 kg |
| Zilver | Zhang Xiangsen    | CHN  | 130.0 kg | 150.0 kg | 280.0 kg |
| Brons  | Sevdalin Mintsjev | BUL  | 125.0 kg | 152.5 kg | 277.5 kg |
| 4      | Lan Shizhang      | CHN  | 125.0 kg | 150.0 kg | 275.0 kg |
| 5      | Traian Cihărean   | ROU  | 120.0 kg | 145.0 kg | 265.0 kg |
| 6      | Ivan Ivanov       | BUL  | 112.5 kg | 145.0 kg | 257.5 kg |
| 7      | Ko Kwang-ku       | KOR  | 115.0 kg | 140.0 kg | 255.0 kg |
| 8      | Juan Fernández    | COL  | 110.0 kg | 145.0 kg | 255.0 kg |

### tot 59 kg
| rang   | sporter(s)              | land | trekken  | stoten   | totaal   |
| ------ | ----------------------- | ---- | -------- | -------- | -------- |
| Goud   | Tang Lingsheng          | CHN  | 137.5 kg | 170.0 kg | 307.5 kg |
| Zilver | Leonidas Sampanis       | GRE  | 137.5 kg | 167.5 kg | 305.0 kg |
| Brons  | Nikolai Pesjalov        | BUL  | 137.5 kg | 165.0 kg | 302.5 kg |
| 4      | Hiroshi Ikehata         | JPN  | 132.5 kg | 165.0 kg | 297.5 kg |
| 5      | William Vargas Trujillo | CUB  | 135.0 kg | 162.5 kg | 297.5 kg |
| 6      | Xu Dong                 | CHN  | 132.5 kg | 162.5 kg | 295.0 kg |
| 7      | Yurik Sarkisian         | AUS  | 125.0 kg | 155.0 kg | 280.0 kg |
| 8      | Zoltán Farkas           | HUN  | 130.0 kg | 150.0 kg | 280.0 kg |

### tot 64 kg
| rang   | sporter(s)        | land | trekken  | stoten   | totaal   |
| ------ | ----------------- | ---- | -------- | -------- | -------- |
| Goud   | Naim Süleymanoğlu | TUR  | 147.5 kg | 187.5 kg | 335.0 kg |
| Zilver | Valerios Leonidis | GRE  | 145.0 kg | 187.5 kg | 332.5 kg |
| Brons  | Xiao Jiangang     | CHN  | 145.0 kg | 177.5 kg | 322.5 kg |
| 4      | Georgios Tzelilis | GRE  | 145.0 kg | 177.5 kg | 322.5 kg |
| 5      | Adrián Popa       | HUN  | 135.0 kg | 172.5 kg | 307.5 kg |
| 6      | Iljan Iljev       | BUL  | 142.5 kg | 162.5 kg | 305.0 kg |
| 7      | Mücahit Yağci     | TUR  | 135.0 kg | 167.5 kg | 302.5 kg |
| 8      | Zoltán Kecskés    | HUN  | 135.0 kg | 167.5 kg | 302.5 kg |

### tot 70 kg
| rang   | sporter(s)                | land | trekken  | stoten   | totaal   |
| ------ | ------------------------- | ---- | -------- | -------- | -------- |
| Goud   | Zhan Xugang               | CHN  | 162.5 kg | 195.0 kg | 357.5 kg |
| Zilver | Kim Myong Nam             | PRK  | 160.0 kg | 185.0 kg | 345.0 kg |
| Brons  | Attila Feri               | HUN  | 152.5 kg | 187.5 kg | 340.0 kg |
| 4      | Plamen Zjeljazkov         | BUL  | 155.0 kg | 180.0 kg | 335.0 kg |
| 5      | Abdelmanaane Yahiaoui     | ALG  | 150.0 kg | 185.0 kg | 335.0 kg |
| 6      | Israel Militosjan         | ARM  | 152.5 kg | 182.5 kg | 335.0 kg |
| 7      | Wan Jianhui               | CHN  | 152.5 kg | 180.0 kg | 332.5 kg |
| 8      | IdaIberto Aranda Quintero | CUB  | 145.0 kg | 187.5 kg | 332.5 kg |

### tot 76 kg
| rang   | sporter(s)           | land | trekken  | stoten   | totaal   |
| ------ | -------------------- | ---- | -------- | -------- | -------- |
| Goud   | Pablo Lara Rodríguez | CUB  | 162.5 kg | 200.0 kg | 362.5 kg |
| Zilver | Joto Jotov           | BUL  | 160.0 kg | 200.0 kg | 360.0 kg |
| Brons  | Jon Chol Ho          | PRK  | 162.5 kg | 195.0 kg | 357.5 kg |
| 4      | Viktor Mitrou        | GRE  | 162.5 kg | 195.0 kg | 357.5 kg |
| 5      | Lin Shoufeng         | CHN  | 157.5 kg | 195.0 kg | 352.5 kg |
| 6      | Ingo Steinhöfel      | GER  | 160.0 kg | 187.5 kg | 347.5 kg |
| 7      | Sergej Filimonov     | RUS  | 160.0 kg | 185.0 kg | 345.0 kg |
| 8      | Hovhannes Barsegian  | ARM  | 155.0 kg | 190.0 kg | 345.0 kg |
|        |                      |      |          |          |          |
| 21     | Junior Faro          | ARU  | 112.5 kg | 137.5 kg | 250.0 kg |

### tot 83 kg
| rang   | sporter(s)       | land | trekken  | stoten   | totaal   |
| ------ | ---------------- | ---- | -------- | -------- | -------- |
| Goud   | Pyrros Dimas     | GRE  | 180.0 kg | 212.5 kg | 392.5 kg |
| Zilver | Marc Huster      | GER  | 170.0 kg | 212.5 kg | 382.5 kg |
| Brons  | Andrzej Cofalik  | POL  | 170.0 kg | 202.5 kg | 372.5 kg |
| 4      | Kiril Kounev     | AUS  | 170.0 kg | 200.0 kg | 370.0 kg |
| 5      | Vadim Vacarciuc  | MDA  | 165.0 kg | 202.5 kg | 367.5 kg |
| 6      | Sergo Tsjakhojan | ARM  | 170.0 kg | 195.0 kg | 365.0 kg |
| 7      | Dursun Sevinç    | TUR  | 165.0 kg | 197.5 kg | 362.5 kg |
| 8      | Krastu Milev     | BUL  | 160.0 kg | 200.0 kg | 360.0 kg |

### tot 91 kg
| rang   | sporter(s)                | land | trekken  | stoten   | totaal   |
| ------ | ------------------------- | ---- | -------- | -------- | -------- |
| Goud   | Aleksej Petrov            | RUS  | 187.5 kg | 215.0 kg | 402.5 kg |
| Zilver | Leonidas Kokas            | GRE  | 175.0 kg | 215.0 kg | 390.0 kg |
| Brons  | Oliver Caruso             | GER  | 175.0 kg | 215.0 kg | 390.0 kg |
| 4      | Sunay Bulut               | TUR  | 177.5 kg | 212.5 kg | 390.0 kg |
| 5      | Igor Aleksejev            | RUS  | 182.5 kg | 205.0 kg | 387.5 kg |
| 6      | Carlos Hernández Calderón | CUB  | 175.0 kg | 207.5 kg | 382.5 kg |
| 7      | Oleg Tsjoemak             | UKR  | 167.5 kg | 212.5 kg | 380.0 kg |
| 8      | Plamen Bratoitsjev        | BUL  | 175.0 kg | 205.0 kg | 380.0 kg |

### tot 99 kg
| rang   | sporter(s)             | land | trekken  | stoten   | totaal   |
| ------ | ---------------------- | ---- | -------- | -------- | -------- |
| Goud   | Akakios Kakhiashvilis  | GRE  | 185.0 kg | 235.0 kg | 420.0 kg |
| Zilver | Anatoli Khrapaty       | KAZ  | 187.5 kg | 222.5 kg | 410.0 kg |
| Brons  | Denis Gotfrid          | UKR  | 187.5 kg | 215.0 kg | 402.5 kg |
| 4      | Stanislav Rybaltsjenko | UKR  | 182.5 kg | 212.5 kg | 395.0 kg |
| 5      | Vjatsjeslav Roebin     | RUS  | 175.0 kg | 215.0 kg | 390.0 kg |
| 6      | Dmitri Smirnov         | RUS  | 175.0 kg | 215.0 kg | 390.0 kg |
| 7      | Igor Sadykov           | GER  | 177.5 kg | 207.5 kg | 385.0 kg |
| 8      | Aghvan Grigorjan       | ARM  | 172.5 kg | 207.5 kg | 380.0 kg |

### tot 108 kg
| rang   | sporter(s)          | land | trekken  | stoten   | totaal   |
| ------ | ------------------- | ---- | -------- | -------- | -------- |
| Goud   | Timoer Taimazov     | UKR  | 195.0 kg | 235.0 kg | 430.0 kg |
| Zilver | Sergej Syrtsov      | RUS  | 195.0 kg | 225.0 kg | 420.0 kg |
| Brons  | Nicu Vlad           | ROU  | 197.5 kg | 222.5 kg | 420.0 kg |
| 4      | Vladimir Jemeljanov | BLR  | 187.5 kg | 220.0 kg | 407.5 kg |
| 5      | Cui Wenhua          | CHN  | 190.0 kg | 215.0 kg | 405.0 kg |
| 6      | Wesley Barnett      | USA  | 175.0 kg | 220.0 kg | 395.0 kg |
| 7      | Ara Vardanjan       | ARM  | 180.0 kg | 215.0 kg | 395.0 kg |
| 8      | Dariusz Osuch       | POL  | 177.5 kg | 215.0 kg | 392.5 kg |

### boven 108 kg
| rang   | sporter(s)            | land | trekken  | stoten   | totaal   |
| ------ | --------------------- | ---- | -------- | -------- | -------- |
| Goud   | Andrej Sjemerkin      | RUS  | 197.5 kg | 260.0 kg | 457.5 kg |
| Zilver | Ronny Weller          | GER  | 200.0 kg | 255.0 kg | 455.0 kg |
| Brons  | Stefan Botev          | AUS  | 200.0 kg | 250.0 kg | 450.0 kg |
| 4      | Kim Tae-hyun          | KOR  | 190.0 kg | 247.5 kg | 437.5 kg |
| 5      | Aleksandr Koerlovitsj | BLR  | 195.0 kg | 230.0 kg | 425.0 kg |
| 6      | Manfred Nerlinger     | GER  | 185.0 kg | 237.5 kg | 422.5 kg |
| 7      | Pavlos Saltsidis      | GRE  | 185.0 kg | 235.0 kg | 420.0 kg |
| 8      | Tibor Stark           | HUN  | 187.5 kg | 227.5 kg | 415.0 kg |

## Medaillespiegel
| rang   | land        | goud | zilver | brons | totaal |
| ------ | ----------- | ---- | ------ | ----- | ------ |
| 1      | Griekenland | 2    | 3      | 0     | 5      |
| 2      | China       | 2    | 1      | 1     | 4      |
| 3      | Rusland     | 2    | 1      | 0     | 3      |
| 4      | Turkije     | 2    | 0      | 0     | 2      |
| 5      | Oekraïne    | 1    | 0      | 1     | 2      |
| 6      | Cuba        | 1    | 0      | 0     | 1      |
| 7      | Duitsland   | 0    | 2      | 1     | 3      |
| 8      | Bulgarije   | 0    | 1      | 2     | 3      |
| 9      | Noord-Korea | 0    | 1      | 1     | 2      |
| 10     | Kazachstan  | 0    | 1      | 0     | 1      |
| 11     | Australië   | 0    | 0      | 1     | 1      |
| 11     | Hongarije   | 0    | 0      | 1     | 1      |
| 11     | Polen       | 0    | 0      | 1     | 1      |
| 11     | Roemenië    | 0    | 0      | 1     | 1      |
| totaal | totaal      | 10   | 10     | 10    | 30     |

Athene 1896 · 
St. Louis 1904 · 
Antwerpen 1920 · 
Parijs 1924 · 
Amsterdam 1928 · 
Los Angeles 1932 · 
Berlijn 1936 · 
Londen 1948 · 
Helsinki 1952 · 
Melbourne 1956 · 
Rome 1960 · 
Tokio 1964 · 
Mexico-stad 1968 · 
München 1972 · 
Montréal 1976 · 
Moskou 1980 · 
Los Angeles 1984 · 
Seoel 1988 · 
Barcelona 1992 · 
Atlanta 1996 · 
Sydney 2000 · 
Athene 2004 · 
Peking 2008 · 
Londen 2012 · 
Rio de Janeiro 2016 · 
Tokio 2020 · 
Parijs 2024 · 
Los Angeles 2028 
Medaillewinnaars
Atletiek · Badminton · Basketbal · Boksen · Boogschieten · Gewichtheffen · Gymnastiek · Handbal · Hockey · Honkbal · Judo · Kanovaren · Moderne vijfkamp · Paardensport · Roeien · Schermen · Schietsport · Schoonspringen · Softbal · Synchroonzwemmen · Tafeltennis · Tennis · Voetbal · Volleybal · Waterpolo · Wielersport · Worstelen · Zeilen · Zwemmen